# Pseudina vellerea
Pseudina vellerea là một loài bướm đêm trong họ Noctuidae.